# Ruzibira (vattendrag i Burundi, Muyinga)
Ruzibira är ett vattendrag i Burundi.   Det ligger i provinsen Muyinga, i den norra delen av landet, 120 kilometer nordost om huvudstaden Bujumbura.
Omgivningarna runt Ruzibira är en mosaik av jordbruksmark och naturlig växtlighet. Runt Ruzibira är det tätbefolkat, med 383 invånare per kvadratkilometer.